# Сига
Си́га (яп. 滋賀県 Сига-кэн) — японская префектура в регионе Кинки на острове Хонсю. Площадь префектуры составляет 4017,36 км², население — 1 416 207 человек (1 июля 2014), плотность населения — 352,52 чел./км². Административный центр — город Оцу.

## История

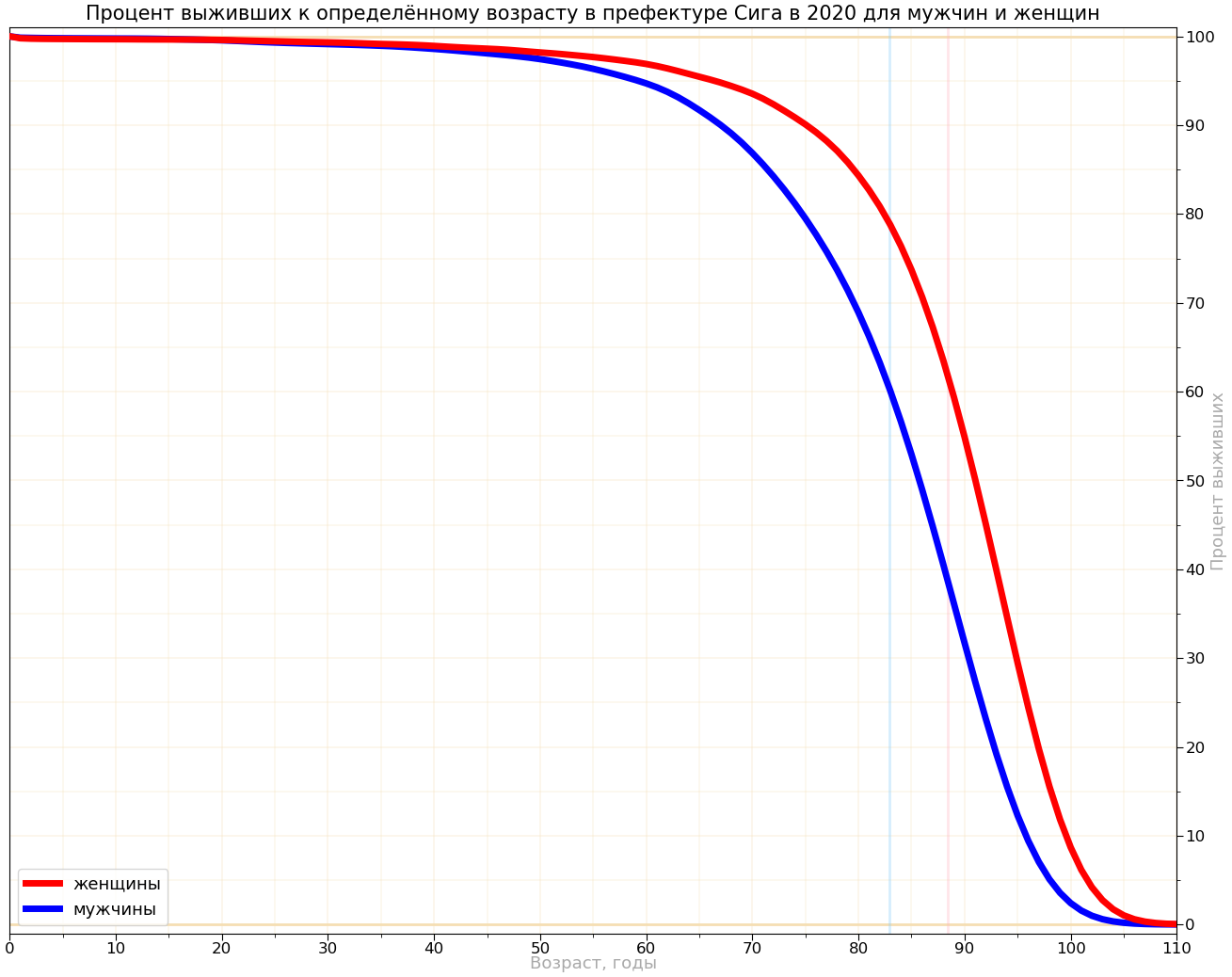
В 2020 году в префектуре Сига была зафиксирована рекордная для Японии ожидаемая продолжительность жизни: 85,71 лет

До установления системы префектур на месте Сига была провинция Оми.

## География
Сига граничит с префектурами Фукуи на севере, Гифу на востоке, Миэ на юге и Киото на западе.
Бива — самое большое озеро в Японии, занимает седьмую часть территории префектуры. Территорию префектуры окружают горные хребты Хира, Ибуку и Судзука.
На севере префектуры — холодные зимы и снегопады.

## Административно-территориальное деление
В префектуре Сига расположено 13 городов и 3 уезда (6 посёлков).

### Города
Список городов префектуры:
| - Кока; - Конан; - Кусацу; - Майбара; - Морияма; - Нагахама; - Омихатиман; | - Оцу; - Ритто; - Такасима; - Хигасиоми; - Хиконе; - Ясу. |

### Уезды
Посёлки по уездам:
| - Гамо; - Рюо; - Хино; - Эти; - Айсё; | - Инуками; - Кора; - Тага; - Тоёсато. |

## Культура
В городе Бива на берегу озера развит традиционный кукольный театр бунраку. Этот театр существует с 1830 года.

## Туризм
В префектуре имеется немало интересных мест природы, храмов, замков; проводятся праздники, префектура связана со знаменитыми историческими деятелями.
Отдых во многом сосредоточен вокруг озера Бива и в горах. Особенно живописно северное побережье озера Бива. Пляжи западного побережья покрыты белым песком, летом там особенно много отдыхающих.
На лодках можно доплыть до примечательного острова Тикубусима. Повсюду даются напрокат велосипеды, на которых можно ездить вокруг озера. Весной расцветает вишня и здесь самые знаменитые места, куда японцы ездят любоваться цветами.
Сига знаменита замком в Хиконэ, который является национальным достоянием. Этот замок сохранился с раннефеодального периода Японии. На территории замка растут вишни. Замок ассоциируется также с Ии Наосукэ и с домом Тайро.
Знаменит также храм Исияма в городе Оцу. В этим замке Мурасаки Сикибу написала знаменитый средневековый роман Повесть о Гэндзи (яп. 源氏物語 гэндзи моногатари).

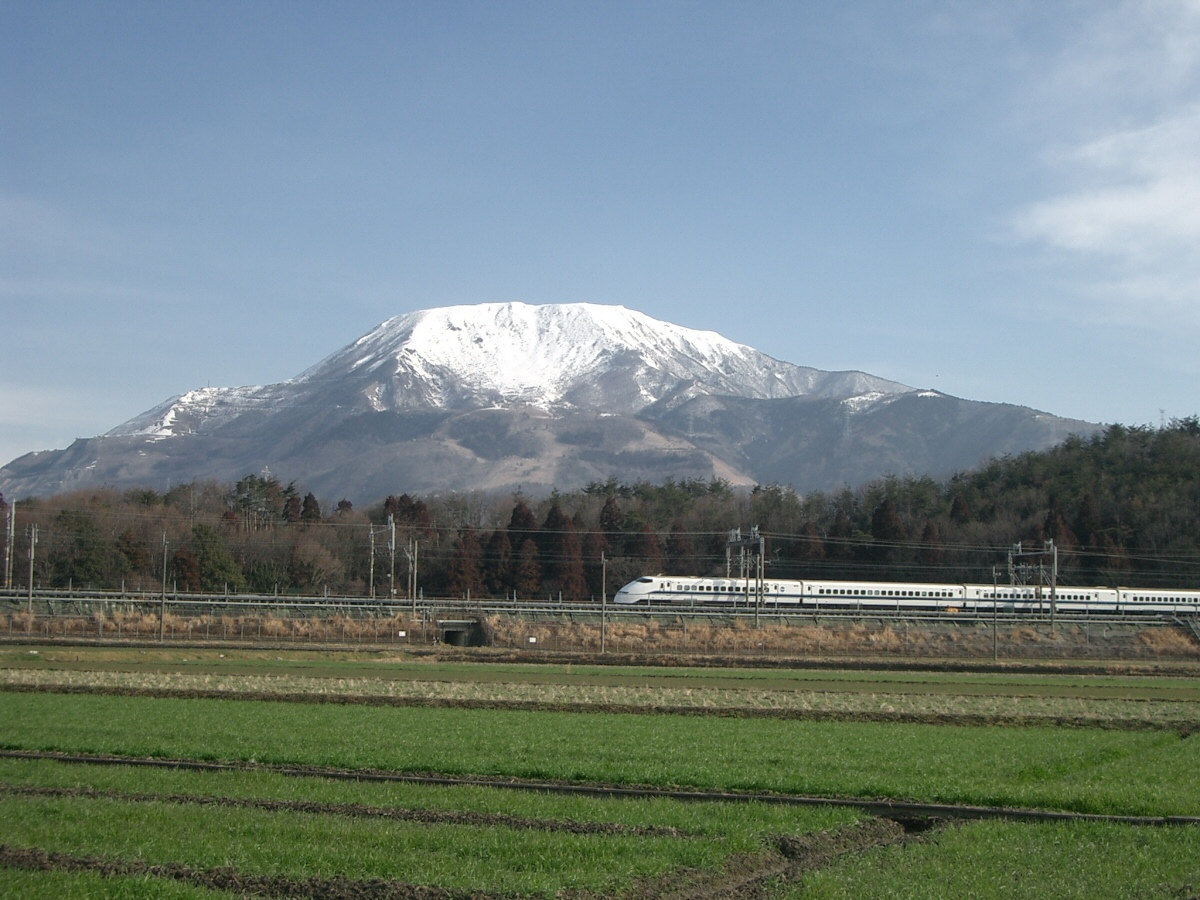
Гора Ибуки
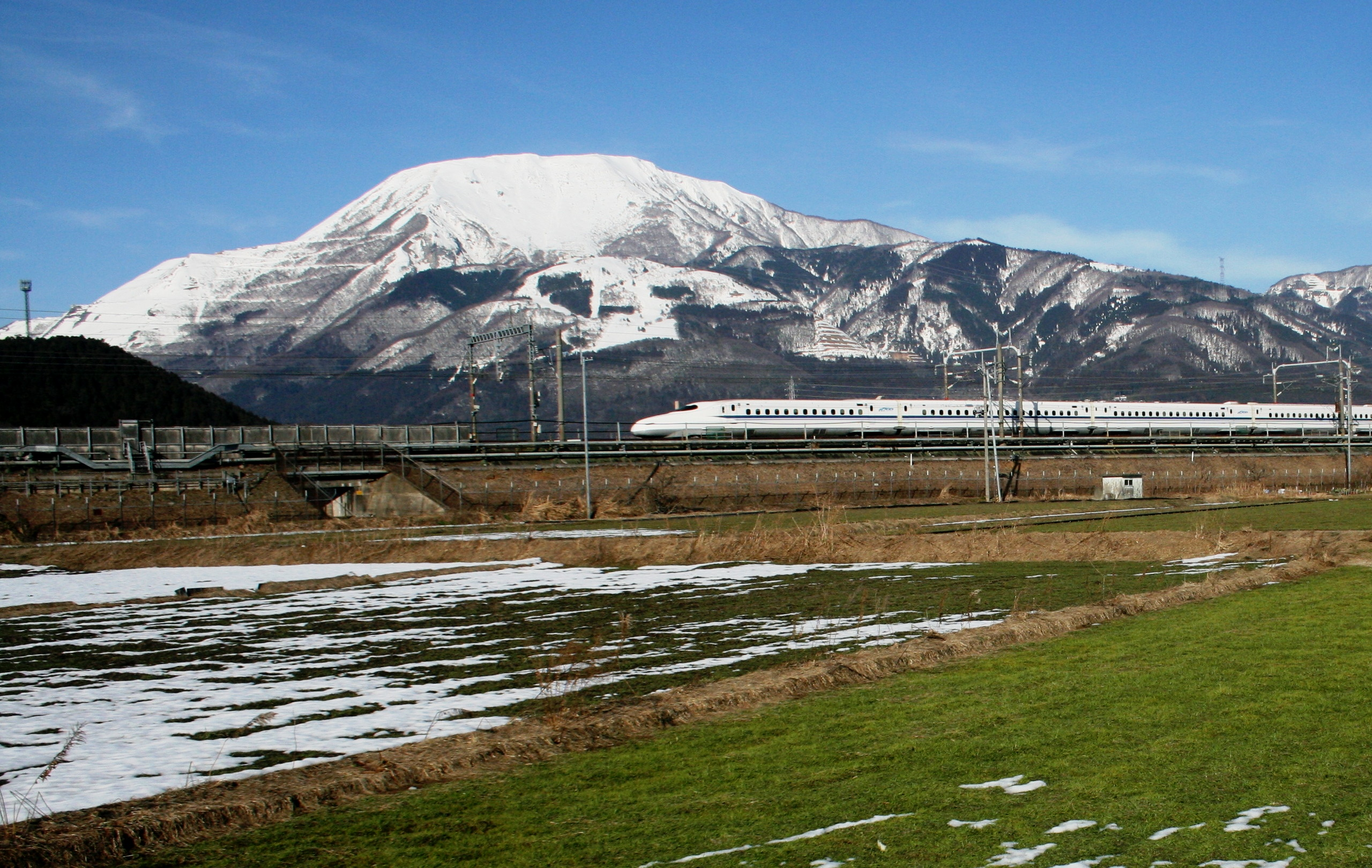
Ибуки и синкансэн
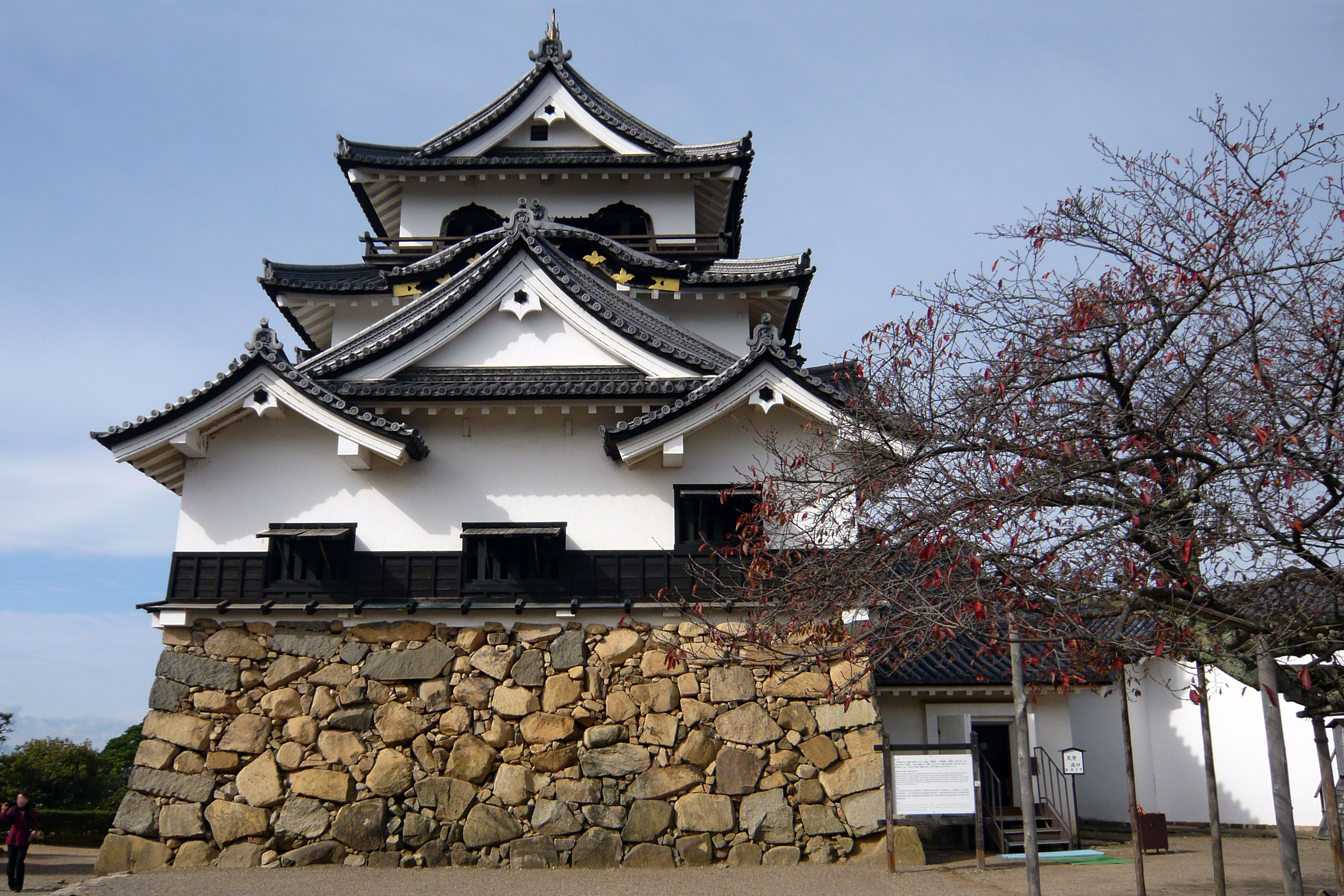
Замок Хиконэ
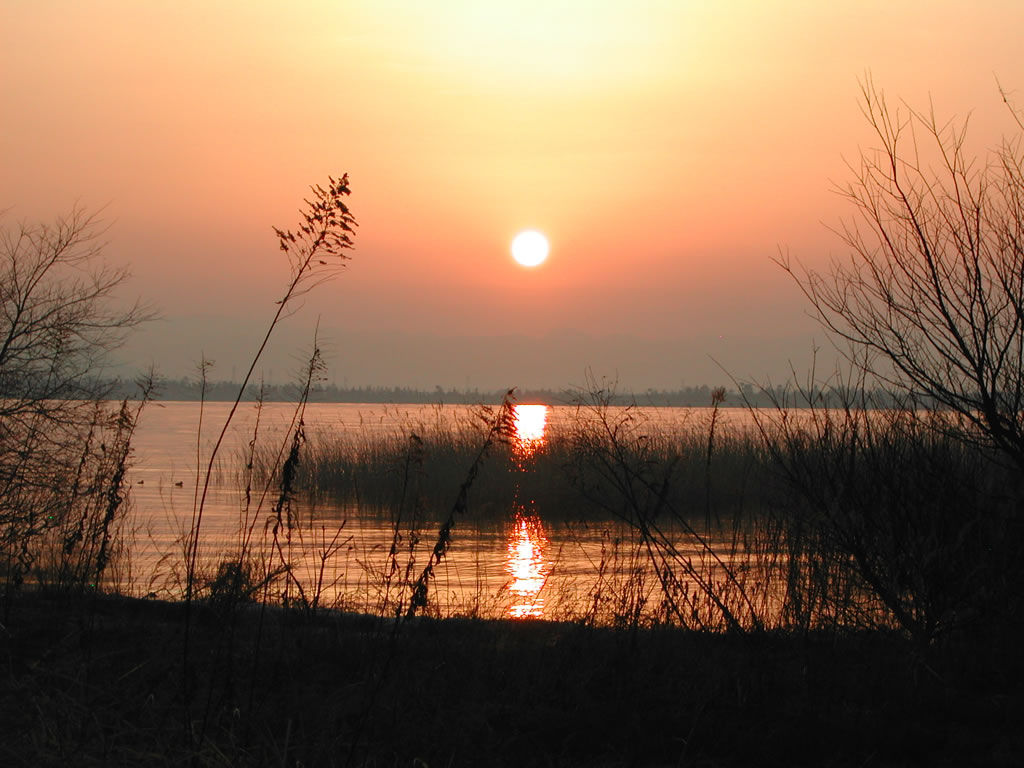
Озеро Бива
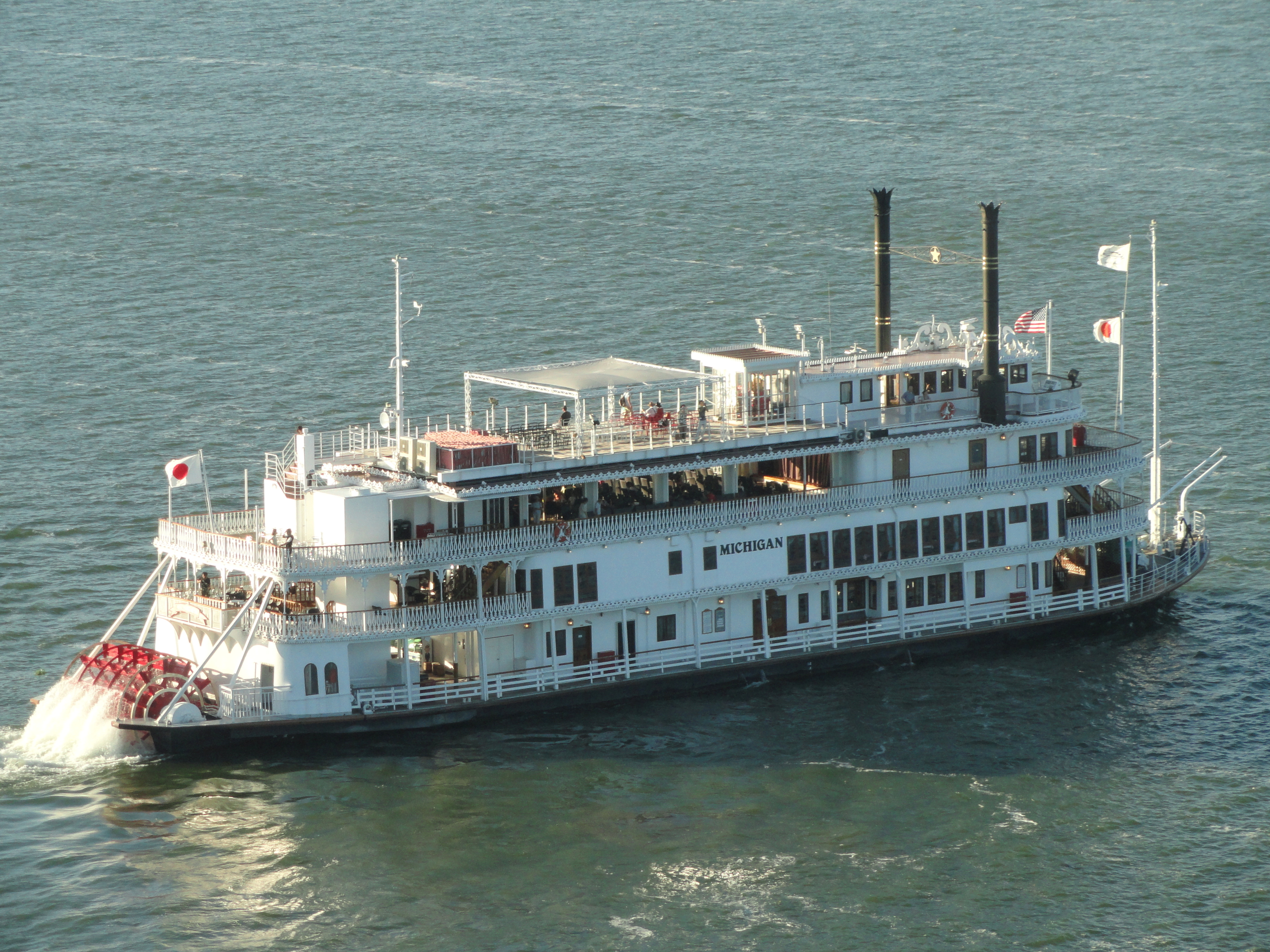
Пароход курсирующий по озеру Бива из Оцу

## Символика
Эмблема префектуры была введена 3 мая 1957 года. Флаг утвердили 16 сентября 1968 года. Голубой фон флаг символизирует воду озера Бива. Кроме того в 2001 году создали эмблему под названием Mother Lake.
В 1954 году цветком префектуры выбрали японский родедендрон, деревом избрали японский клён (1966), а птицей — малую поганку (1965).